# 安野豊道
安野 豊道（やすの の とよみち、生没年不詳）は、平安時代初期の官人。名は豊門とも記される。官位は外従五位下・下総介。

## 経歴
仁明朝末に少内記を務め、嘉祥2年（849年）5月の渤海使の帰国に際しては、参議・小野篁や他の文官らとともに勅書と太政官牒を伝達するために鴻臚館に派遣された（この時の位階は従七位下）。同年7月に少外記に転じる。
斉衡2年（855年）文徳天皇の詔により、右大臣・藤原良房、参議・伴善男、刑部大輔・春澄善縄らとともに『続日本後紀』の編纂を開始する（この時の位階は正六位上）。斉衡3年（856年）外従五位下に叙せられるが、翌斉衡4年（857年）下総介に任ぜられて地方官に転じており、『続日本後紀』の編纂事業から離れたか。

## 官歴
『六国史』による。
- 時期不詳：従七位下
- 嘉祥2年（849年） 5月2日：見少内記。7月1日：少外記[1]
- 時期不詳：正六位上
- 斉衡3年（856年） 正月7日：外従五位下
- 斉衡4年（857年） 正月14日：下総介